# Cleptes
Genre
Synonymes
- Chrysocleptes (Moczar, 1962)
- Holcocleptes (Moczar, 1962)
- Leiocleptes (Moczar, 1962)
- Lustrina' (Kurian, 1955)
- Melanocleptes (Moczar, 1962)
- Neocleptes (Kimsey, 1981)
- Oxycleptes (Moczar, 1962)
- Zimmermannia (Moczar, 1962)

Cleptes est un genre d'insectes hyménoptères de la famille des Chrysididae.

## Espèces
- Cleptes semiauratus
- Cleptes semicyaneus
- Cleptes striatipleuris

...